# Elezioni parlamentari in Grecia del 1951
Le elezioni parlamentari in Grecia del 1951 si tennero il 9 settembre.

## Risultati
| Liste                                       | Voti      | %     | Seggi |
| ------------------------------------------- | --------- | ----- | ----- |
| Raggruppamento Ellenico                     | 624 316   | 36,53 | 114   |
| Unione Progressista Nazionale di Centro     | 401 379   | 23,49 | 74    |
| Partito dei Liberali                        | 325 390   | 19,04 | 57    |
| Sinistra Democratica Unita                  | 180 640   | 10,57 | 10    |
| Partito Populista                           | 113 876   | 6,66  | 2     |
| Partito di Geōrgios Papandreou              | 35 810    | 2,10  | –     |
| Raggruppamento dei Contadini e degli Operai | 21 009    | 1,23  | 1     |
| Partito Socialista di Grecia                | 3 912     | 0,23  | –     |
| Partito Archeo-Marxista Comunista di Grecia | 53        | 0,00  | –     |
| Liste di Indipendenti                       | 1 554     | 0,09  | –     |
| Candidati isolati                           | 965       | 0,06  | –     |
| Totale                                      | 1 708 904 | 100   | 258   |